# Desmond King (Footballspieler)
Desmond E. King II (* 14. Dezember 1994 in Detroit, Michigan) ist ein US-amerikanischer American-Football-Spieler auf der Position des Cornerbacks. Zurzeit ist er ein Free Agent, davor spielte er unter anderem für die Los Angeles Chargers, Houston Texans und Baltimore Ravens in der National Football League (NFL).

## Frühe Jahre
King besuchte die East Village Preparatory Academy in Detroit. Dort war er sowohl in der Football- als auch in der Leichtathletikmannschaft der Schule aktiv. In der Footballmannschaft war er als Runningback und Cornerback aktiv. Unter anderem setzte er einen Rekord für die meisten Interceptions mit 29 und konnte als Runningback 33 Touchdowns erzielen. Außerdem erreichte er den Rekord für die meisten gelaufenen Yards in seinem letzten Jahr an der Schule. Nach seinem Highschoolabschluss erhielt er ein Stipendium von der University of Iowa, an der er von 2013 bis 2016 in der Footballmannschaft spielte. Er wurde direkt in seinem ersten Jahr Stammspieler und kam insgesamt in 53 Spielen zum Einsatz. Dabei verzeichnete er insgesamt 263 Tackles, 14 Interceptions und 4 defensive Touchdowns. Zusätzlich kam er in seinen letzten beiden Jahren auch als Kick Returner und Punt Returner zum Einsatz. King galt als einer der besten Defensive Backs seines Jahrgangs und erhielt zahlreiche Auszeichnungen für seine guten Leistungen. So wurde er 2015 ins First-Team All-American und 2016 ins Second-Team All-American gewählt. Zusätzlich wurde er zweimal ins First-Team All-Big Ten gewählt und 2015 zum Big Ten Defensive Player of the Year gewählt. Im selben Jahr erhielt er auch den Jim Thorpe Award als bester Defensive End im College Football.

## NFL

### Los Angeles Chargers
King wurde beim NFL-Draft 2017 in der 5. Runde an 151. Stelle von den Los Angeles Chargers ausgewählt. Schon in seiner ersten Saison kam er regelmäßig zum Einsatz. Sein Debüt in der Liga gab er am 1. Spieltag der Saison 2017 bei der 21:24-Niederlage gegen die Denver Broncos. Am darauffolgenden Spieltag bei der 17:19-Niederlage gegen die Miami Dolphins war er das erste Mal Starter und kam zusätzlich zur Defense auch als Kick Returner zum Einsatz. Am 8. Spieltag bei der 13:21-Niederlage gegen die New England Patriots verzeichnete er seinen ersten Sack in der NFL an Quarterback Tom Brady. Beim 28:6-Sieg gegen die Dallas Cowboys am 12. Spieltag konnte er seine erste Interception vom Quarterback der Cowboys, Dak Prescott, fangen und diese über 90 Yards zu seinem ersten Touchdown in der NFL zurücktragen. Am 14. Spieltag konnte er beim 30:13-Sieg gegen die Washington Redskins insgesamt 10 Tackles verzeichnen, damals seine Karrierehöchstleistung. Insgesamt kam er in seinem Rookie-Jahr in allen 16 Spielen zum Einsatz, davon allerdings nur in vieren als Starter. Er verzeichnete 76 Tackles, 4 Sacks und eine Interception. Zusätzlich wurde er bei 17 Kicks und einem Punt als Returner eingesetzt.
Auch in der Saison 2018 kam er wieder regelmäßig für die Chargers zum Einsatz. Am 8. Spieltag konnte er beim 38:14-Sieg gegen die Cleveland Browns gleich 2 Interceptions von Baker Mayfield fangen, am 9. Spieltag konnte er beim 25:17-Sieg gegen die Seattle Seahawks eine Interception von Russell Wilson fangen und daraus einen Touchdown erzielen. Daraufhin wurde er zum AFC Defensive Player of the Week ernannt. Am 13. Spieltag beim 33:30-Sieg gegen die Pittsburgh Steelers konnte King erneut 10 Tackles verzeichnen und aus zusätzlich einem Punt Return einen Touchdown erzielen. Daraufhin wurde er zum AFC Special Teams Player of the Week gekürt. Am letzten Spieltag konnte er beim 23:9-Sieg gegen die Denver Broncos seinen ersten Fumble erzwingen, und zwar von River Cracraft. Insgesamt konnte er in der Regular Season 2018 62 Tackles und 3 Interceptions verzeichnen, zusätzlich konnte er noch 22 Kicks für 522 Yards und 23 Punts für 318 Yards returnen. Aufgrund seiner starken Leistungen in der Saison wurde er als Defensive Backs ins First-Team All-Pro und als Punt Returner ins Second-Team All-Pro berufen.
Die Chargers konnten in der Saison insgesamt 12 Spiele gewinnen bei nur 4 Niederlagen und qualifizierten sich somit für die Play-offs. Dort trafen sie in der 1. Runde auf die Baltimore Ravens. Bei diesem 23:17-Sieg war King Starter und konnte 4 Tackles sowie zusätzlich einen Sack an Lamar Jackson verzeichnen. In der nächsten Runde beim Spiel gegen die New England Patriots kam King wieder von Beginn an zum Einsatz, sie unterlagen jedoch mit 28:41. In der Saison 2019 kam er erneut regelmäßig zum Einsatz. Beim 30:10-Sieg gegen die Miami Dolphins konnte er einen Karrierehöchstwert von 2,5 Sacks an Quarterback Josh Rosen erreichen. Am darauffolgenden Spieltag konnte er bei der 13:20-Niederlage gegen die Denver Broncos einen Punt Return Touchdown erzielen. Mit nur 5 Siegen wurden die Chargers allerdings Letzter in der AFC West. Auch zu Beginn der Saison 2020 kam er regelmäßig bei den Chargers zum Einsatz. Am 7. Spieltag beim 39:29-Sieg gegen die Jacksonville Jaguars konnte er einen Sack an Quarterback Gardner Minshew verzeichnen. Dies war gleichzeitig auch sein letztes Spiel für die Chargers.

### Tennessee Titans
Am 2. November 2020 wurde King im Austausch gegen ein Auswahlrecht in der 6. Runde des NFL-Drafts 2021 zu den Tennessee Titans getradet. Dort gab er am 9. Spieltag beim 24:17-Sieg gegen die Chicago Bears sein Debüt. Dabei konnte er einen Fumble von David Montgomery aufnehmen und zu einem Touchdown für die Titans konvertieren. Am letzten Spieltag konnte er beim 41:38-Sieg gegen die Houston Texans seinen ersten Sack für die Titans erreichen, dieser war an Deshaun Watson. Insgesamt kam er 2020 für sein neues Team in 9 Spielen zum Einsatz, davon in 5 als Starter. Mit den Titans konnte er direkt die AFC-South-Division gewinnen und sich somit für die Play-offs qualifizieren. Dort trafen sie in der 1. Runde auf die Baltimore Ravens, unterlagen ihnen jedoch mit 13:20. King hatte dabei 6 Tackles.

### Houston Texans
Im März 2021 nahmen die Houston Texans King unter Vertrag. Sein Debüt für sein neues Team gab er am 1. Spieltag der Saison 2021 beim 37:21-Sieg gegen die Jacksonville Jaguars, bei dem er acht Tackles verzeichnen konnte. Am 4. Spieltag stand er bei der 0:40-Niederlage gegen die Buffalo Bills auch erstmals in der Startformation seiner Mannschaft. In der Folge wurde er zum festen Stammspieler seiner Mannschaft in der Defense. Am 11. Spieltag konnte er beim 22:13-Sieg gegen die Tennessee Titans gleich seine ersten zwei Interceptions von deren Quarterback Ryan Tannehill fangen. Beim 41:29-Sieg gegen die Los Angeles Chargers am 16. Spieltag konnte er insgesamt 10 Tackles verzeichnen, was bis 2023 seine geteilte Karrierehöchstleistung war. Seine dritte Interception der Saison gelang ihm am 17. Spieltag bei der 7:23-Niederlage gegen die San Francisco 49ers von Trey Lance. Insgesamt war er in einer Saison, in der die Texans nur vier Siege einfahren konnten, einer der besseren Spieler in der Defense der Texans. So hatte er unter anderem zusammen mit Lonnie Johnson die meisten Interceptions in seinem Franchise in dieser Saison verzeichnen können.
Im März 2022 verlängerte King seinen Vertrag in Houston um zwei Jahre. Er blieb ein wichtiger Bestandteil der Defense und kam zudem als Punt Returner zum Einsatz. Am 5. Spieltag konnte er beim 13:6-Sieg gegen die Jacksonville Jaguars seine erste Interception der Saison von Quarterback Trevor Lawrence fangen. Am 11. Spieltag gelangen ihm bei der 10:23-Niederlage gegen die Washington Commanders erneut 10 Tackles. Seine zweite Interception in der Saison fing er am 17. Spieltag bei der 3:31-Niederlage erneut gegen die Jacksonville Jaguars.
Kurz vor Beginn der Saison 2023 wurde King von den Texans entlassen.

### Pittsburgh Steelers
Am 31. August 2023 nahmen die Pittsburgh Steelers King unter Vertrag. Er kam in drei Spielen nur bei einem Snap in der Defense sowie gelegentlich in den Special Teams zum Einsatz, bevor er am 18. Oktober 2023 entlassen wurde.

### Rückkehr zu den Texans
Am 20. November 2023 nahmen die Houston Texans King zunächst für ihren Practice Squad unter Vertrag. Nach dem Ausfall von Tavierre Thomas war King als Nickelback fester Bestandteil der Defense der Texans. Am 13. Spieltag stand er beim 22:17-Sieg gegen die Denver Broncos erstmals in der Startformation seiner Mannschaft und konnte 10 Tackles verzeichnen. Dies konnte er am 15. und am 16. Spieltag noch einmal verbessern: Sowohl beim 19:16-Sieg gegen die Tennessee Titans als auch bei der 22:36-Niederlage gegen die Cleveland Browns gelangen ihm 11 Tackles, wodurch er einen neuen Karrierebestwert aufstellte. Beim Spiel gegen die Titans gelang ihm außerdem ein Sack an Quarterback Will Levis, sein erster seit 2021. Da die Texans 10 Spiele gewannen, konnten sie die AFC South gewinnen und sich somit erstmals seit 2019 für die Playoffs qualifizieren. Für King persönlich war es die erste Playoffteilnahme seit der Saison 2020 mit den Titans. Beim 45:14-Sieg gegen die Cleveland Browns in der Wildcard-Runde kam King als Starter zum Einsatz und konnte mit 12 Tackles seinen Karrierebestwert noch einmal verbessern. Auch im anschließenden Spiel der Divisional-Runde war King Starter. Im Spiel gegen die Baltimore Ravens gelang ihm ein Sack an Quarterback Lamar Jackson. Allerdings unterlagen die Texans den Ravens mit 10:34 und schieden somit aus den Playoffs aus.
Im März 2024 unterschrieb er für ein weiteres Jahr in Houston. Im August 2024 wurde er jedoch im Rahmen der Kaderverkleinerung kurzzeitig entlassen und später Teil des Practice Squads. Dennoch kam er in nur einer Partie 2024 für die Texans zum Einsatz, ehe er im November final von den Texans entlassen wurde.

### Baltimore Ravens
Nach seiner Entlassung von den Texans am 12. November 2024 nahmen die Baltimore Ravens King für ihren Practice Squad unter Vertrag. Für die Ravens kam er in zwei Partien zum Einsatz, in denen er sowohl Backup in der Defense als auch Punt Returner war. Nach der Saison endete sein Vertrag und King wurde erneut ein Free Agent.

## Karrierestatistiken
| Legende | Legende            |
| ------- | ------------------ |
| Fett    | Karrierehöchstwert |

### Regular Season
| Saison                             | Team             | Spiele | Spiele  | Tackles | Tackles | Tackles | Tackles | Interceptions | Interceptions | Interceptions | Interceptions | Interceptions | Interceptions | Returns  | Returns | Returns | Returns | Returns | Fumbles | Fumbles | Fumbles | Fumbles | TD Gesamt |
| Saison                             | Team             | Gesamt | Starter | Gesamt  | Solo    | Assist  | Sack    | PD            | Int           | Yards         | Avg           | Lang          | TD            | Versuche | Yards   | Avg     | Lang    | TD      | Fmb     | FF      | FR      | TD      | TD Gesamt |
| ---------------------------------- | ---------------- | ------ | ------- | ------- | ------- | ------- | ------- | ------------- | ------------- | ------------- | ------------- | ------------- | ------------- | -------- | ------- | ------- | ------- | ------- | ------- | ------- | ------- | ------- | --------- |
| 2017                               | Chargers         | 16     | 4       | 76      | 66      | 10      | 4,0     | 5             | 1             | 90            | 90,0          | 90            | 1             | 18       | 355     | 19,7    | 44      | 0       | 0       | 0       | 0       | 0       | 1         |
| 2018                               | Chargers         | 16     | 8       | 62      | 47      | 15      | 0,0     | 10            | 3             | 75            | 25,0          | 42            | 1             | 55       | 840     | 15,3    | 73      | 1       | 1       | 1       | 2       | 0       | 2         |
| 2019                               | Chargers         | 15     | 8       | 51      | 40      | 11      | 2,5     | 2             | 0             | 0             | 0,0           | 0             | 0             | 37       | 449     | 12,1    | 68      | 1       | 4       | 1       | 2       | 0       | 1         |
| 2020                               | Chargers         | 6      | 3       | 24      | 19      | 5       | 1,0     | 0             | 0             | 0             | 0,0           | 0             | 0             | 6        | 17      | 2,8     | 7       | 0       | 0       | 0       | 0       | 0       | 0         |
| 2020                               | Titans           | 9      | 5       | 31      | 21      | 10      | 1,0     | 2             | 0             | 0             | 0,0           | 0             | 0             | 0        | 0       | 0,0     | 0       | 0       | 0       | 0       | 1       | 1       | 1         |
| 2021                               | Texans           | 16     | 12      | 93      | 68      | 25      | 0,0     | 6             | 3             | 25            | 8,3           | 25            | 0             | 18       | 181     | 10,1    | 27      | 0       | 0       | 1       | 0       | 0       | 0         |
| 2022                               | Texans           | 17     | 13      | 89      | 59      | 30      | 0,0     | 8             | 2             | 30            | 15,0          | 30            | 0             | 34       | 359     | 10,6    | 50      | 0       | 1       | 0       | 2       | 0       | 0         |
| 2023                               | Steelers         | 3      | 0       | 0       | 0       | 0       | 0,0     | 0             | 0             | 0             | 0,0           | 0             | 0             | 4        | 88      | 22,0    | 27      | 0       | 0       | 0       | 0       | 0       | 0         |
| 2023                               | Texans           | 7      | 3       | 47      | 22      | 25      | 1,0     | 2             | 0             | 0             | 0,0           | 0             | 0             | 9        | 124     | 13,8    | 23      | 0       | 1       | 0       | 0       | 0       | 0         |
| 2024                               | Texans           | 1      | 0       | 0       | 0       | 0       | 0,0     | 0             | 0             | 0             | 0,0           | 0             | 0             | 2        | 2       | 1,0     | 2       | 0       | 0       | 0       | 0       | 0       | 0         |
| 2024                               | Ravens           | 2      | 0       | 3       | 2       | 1       | 0,0     | 0             | 0             | 0             | 0,0           | 0             | 0             | 3        | 38      | 12,7    | 22      | 0       | 2       | 0       | 0       | 0       | 0         |
| Gesamte Karriere                   | Gesamte Karriere | 108    | 56      | 476     | 344     | 132     | 9,5     | 35            | 9             | 220           | 24,4          | 90            | 2             | 176      | 2453    | 13,9    | 73      | 2       | 9       | 3       | 7       | 1       | 5         |
| Quelle: pro-football-reference.com |                  |        |         |         |         |         |         |               |               |               |               |               |               |          |         |         |         |         |         |         |         |         |           |

### Postseason
| Saison                             | Team             | Spiele | Spiele  | Tackles | Tackles | Tackles | Tackles | Tackles | Interceptions | Interceptions | Interceptions | Interceptions | Interceptions | Interceptions | Returns  | Returns | Returns | Returns | Returns | Fumbles | Fumbles | Fumbles | Fumbles | TD Gesamt |
| Saison                             | Team             | Gesamt | Starter | Gesamt  | Solo    | Assist  | Sack    | Safety  | PD            | Int           | Yards         | Avg           | Lang          | TD            | Versuche | Yards   | Avg     | Lang    | TD      | Fmb     | FF      | FR      | TD      | TD Gesamt |
| ---------------------------------- | ---------------- | ------ | ------- | ------- | ------- | ------- | ------- | ------- | ------------- | ------------- | ------------- | ------------- | ------------- | ------------- | -------- | ------- | ------- | ------- | ------- | ------- | ------- | ------- | ------- | --------- |
| 2018                               | Chargers         | 2      | 2       | 12      | 8       | 4       | 1,0     | 0       | 0             | 0             | 0             | 0,0           | 0             | 0             | 11       | 225     | 20,5    | 72      | 0       | 1       | 0       | 0       | 0       | 0         |
| 2020                               | Titans           | 1      | 0       | 6       | 5       | 1       | 0,0     | 0       | 0             | 0             | 0             | 0,0           | 0             | 0             | 0        | 0       | 0,0     | 0       | 0       | 0       | 0       | 0       | 0       | 0         |
| 2023                               | Texans           | 2      | 2       | 17      | 12      | 5       | 1,0     | 0       | 0             | 0             | 0             | 0,0           | 0             | 0             | 1        | 8       | 8,0     | 8       | 0       | 0       | 0       | 0       | 0       | 0         |
| Gesamte Karriere                   | Gesamte Karriere | 5      | 4       | 35      | 25      | 10      | 2,0     | 0       | 0             | 0             | 0             | 0,0           | 0             | 0             | 12       | 233     | 19,4    | 72      | 0       | 1       | 0       | 0       | 0       | 0         |
| Quelle: pro-football-reference.com |                  |        |         |         |         |         |         |         |               |               |               |               |               |               |          |         |         |         |         |         |         |         |         |           |